# メーソン郡 (テキサス州)
メーソン郡（メーソンぐん、英: Mason County）は、アメリカ合衆国テキサス州の中央部、エドワーズ高原に位置する郡である。2010年国勢調査での人口は4,012人であり、2000年の3,738人から7.3%増加した。郡庁所在地は唯一の都市であるメーソン市（人口2,114人）であり、同郡で人口最大の町でもある。メーソン郡は1858年に設立され、郡名は郡内にあったメーソン砦に因んで名付けられた。

## 年譜
- メーソン郡となった地域の初期住人はリパン・アパッチ族やコマンチ族などだった[4]
- 1847年、ミューズバック・コマンチ条約が調印された[5]
- 1851年7月6日、メーソン砦が設立された[6]
- 1858年1月22日、テキサス州議会の法によってメーソン郡が設立され、メーソン砦に因んで命名した[7]。最初の郵便局が開設された
- 1860年、人口は630人であり、このうち奴隷が18人だった
- 1861年

2月、ドイツ系移民の反奴隷制度感情が一部影響して、住民投票ではアメリカ合衆国からの脱退に反対する結果になった
3月、メーソン砦は南軍に明け渡されたが、南軍はそこをほとんど明けたままにしたので、インディアンからの攻撃が増すことになった
5月20日、住民投票でメーソンの町を郡庁所在地に選んだ
- 1866年-1868年、連邦軍がメーソン砦を占領したが、最終的には放棄した[11]
- 1869年、郡庁舎と監獄が建設された[12]
- 1870年5月16日、11歳のハーマン・レーマンとその兄弟のウィリー（8歳）がインディアンに捕獲されたが、ウィリーは数日の内に脱出してきた[13][14]
- 1870年-1898年、郡内には女性が主人の農家が4軒あった[15]
- 1875年-1877年

郡で最初の新聞が発刊された
牛泥棒に関してフー・ドゥー戦争が起こった
この戦争に関わった最も有名なものだったジョニー・リンゴが、1875年9月25日にジェムズ・チェイニーを殺した
郡庁舎の火事で郡の記録が焼失した
- 1878年5月12日、ハーマン・レーマンが軍人に付き添われ家族の下に戻った[13]
- 1880年代、マンガンが発見された。ウェークフィールド会社がスピラー鉱山を開いた。鉄鉱石が発見された。金、銀および石炭の探査が始まった.[21]
- 1882年-1883年、ヒアフォード種の牛が郡内に導入された[22]。郡内の道路工事の資金が手当てされた
- 1887年、メーソン郡は貧窮住民に対する州の援助を請願した
- 1897年5月27日、ジョン・O・ミューズバックがロイヤルバレーの自家農園で死に、チェリースプリングのマーシャル・ミューズバック墓地に埋葬された[23]
- 1890年代、郡はオオカミ、ヤマネコ、マウンテンライオンに懸賞金を掛けた
- 1902年、メーソン市の郡判事事務所に最初の電話が引かれた
- 1913年、農事顧問を雇用した
- 1918年10月3日、アメリカ合衆国がドイツに宣戦布告してから18か月後、メーソン郡防衛委員会は郡内でドイツ語を使わない決議を行った。郡住人の大半はドイツ人の血を引いていた.[4]
- 1919年、郡内で最初の石油とガスの掘削が行われた。ピュージェット湾・メキシコ湾ハイウェイのメーソン郡区画の工事が始まったlease in the county. Construction begins on the Mason County section of the Puget   Sound-to-the-Gulf Highway.
- 1920年代、ラジオ放送が始まった
- 1938年、電化のためにペダーナルス電気協同組合が結成された。メーソン郡は6月に加入した[24]
- 1946年、地方土壌保全委員会が組織化された。郡の学校が統合された

## 地理
アメリカ合衆国国勢調査局に拠れば、郡域全面積は932平方マイル (2,414 km2)であり、事実上全て陸地である。

### 主要高規格道路
- アメリカ国道87号線
- アメリカ国道377号線
- テキサス州道29号線
- テキサス州道71号線

### 隣接する郡
- マカロック郡 - 北
- サンサバ郡 - 北東
- リャノ郡 - 東
- ジルスピー郡 - 南
- キンブル郡 - 南西
- メナード郡 - 西

## 人口動態
以下は2000年の国勢調査による人口統計データである。
| 基礎データ - 人口: 3,738人 - 世帯数: 1,607 世帯 - 家族数: 1,110 家族 - 人口密度: 2人/km2（4人/mi2） - 住居数: 2,372軒 - 住居密度: 1軒/km2（2軒/mi2） 人種別人口構成 - 白人: 91.60% - アフリカン・アメリカン: 0.13% - ネイティブ・アメリカン: 0.62% - アジア人: 0.05% - 太平洋諸島系: 0.03% - その他の人種: 5.75% - 混血: 1.82% - ヒスパニック・ラテン系: 20.95% 年齢別人口構成 - 18歳未満: 22.4% - 18-24歳: 4.7% - 25-44歳: 20.7% - 45-64歳: 28.8% - 65歳以上: 23.5% - 年齢の中央値: 47歳 - 性比（女性100人あたり男性の人口） - 総人口: 92.4 - 18歳以上: 87.6 | 世帯と家族（対世帯数） - 18歳未満の子供がいる: 25.9% - 結婚・同居している夫婦: 59.1% - 未婚・離婚・死別女性が世帯主: 7.7% - 非家族世帯: 30.9% - 単身世帯: 29.2% - 65歳以上の老人1人暮らし: 17.9% - 平均構成人数 - 世帯: 2.31人 - 家族: 2.83人 収入と家計 - 収入の中央値 - 世帯: 30,921米ドル - 家族: 39,360米ドル - 性別 - 男性: 28,125米ドル - 女性: 20,000米ドル - 人口1人あたり収入: 20,931米ドル - 貧困線以下 - 対人口: 13.2% - 対家族数: 10.1% - 18歳未満: 20.5% - 65歳以上: 13.3% |

## 著名な住人
- J・マービン・ハンター（1880年-1957年）、メーソン郡生まれ、歴史家、ジャーナリスト、出版者、雑誌「フロンティア・タイムズ」を創刊、バンデラのフロンティア・タイムズ博物館設立
- アンナ・メブス・マーティン（1820年-1864年）、メーソンの商業銀行を設立、富裕な事業家、牧場主
- ルイス・マーティン（1820年-1864年）、ヘドウィッグスヒルの共同設立者、メーソン郡治安判事
- コーク・スティーブンソン（1888年-1975年）、第35代テキサス州知事、メーソン郡生まれ

## 都市と町
- メーソン - 郡庁所在地

### 未編入の町
| - アート - ベーレンズ - キャンプエア - コールドスプリング - ダブルノブス | - フライギャップ - フレドニア - グリット - グロスビル - [ケイテンシー | - ヘドウィッグスヒル - ヒルダ - ヌークビル - ロングマウンテン - ロイヤルバレー | - ポントトク - ストリーター - ワグラム |